# Élections générales irlandaises de 1989
L’élection générale irlandaise de 1989 s'est tenue le 15 juin 1989. 165 des 166 députés sont élus et siègent au Dáil Éireann.

## Mode de scrutin
Les élections générales irlandaises se tiennent suivant un scrutin proportionnel plurinominal avec scrutin à vote unique transférable. Elles ont lieu dans 43 circonscriptions électorales et concernent 165 des 166 sièges. En effet, le Ceann Comhairle, qui préside le Dáil Éireann, est automatiquement réélu, conformément à l'article 16, alinéa 6, de la Constitution.

## Résultats
| Parti                                                                          | Parti                            | Leader               | Voix      | %      | +/-        | Sièges | +/-        | % du Dáil |
| ------------------------------------------------------------------------------ | -------------------------------- | -------------------- | --------- | ------ | ---------- | ------ | ---------- | --------- |
|                                                                                | Fianna Fáil                      | Charles Haughey      | 731 472   | 44,1 % | stagnation | 77     | 4          | 46,4      |
|                                                                                | Fine Gael                        | Alan Dukes           | 485 307   | 29,3 % | 2,2        | 55     | 4          | 33,1      |
|                                                                                | Parti travailliste               | Dick Spring          | 156 989   | 9,5 %  | 3,1        | 15     | 3          | 9,1       |
|                                                                                | Démocrates progressistes         | Desmond O'Malley     | 91 013    | 5,5 %  | 6,3        | 6      | 8          | 3,6       |
|                                                                                | Parti des travailleurs d'Irlande | Proinsias De Rossa   | 82 263    | 5,0 %  | 1,2        | 7      | 3          | 4,2       |
|                                                                                | Parti vert                       | Aucun                | 24 827    | 1,5 %  | 1,1        | 1      | 1          | 0,6       |
|                                                                                | Sinn Féin                        | Gerry Adams          | 20 003    | 1,2 %  | 0,7        | 0      | stagnation | 0         |
|                                                                                | Parti socialiste démocratique    | Jim Kemmy            | 9 836     | 0,6 %  | 0,2        | 1      | stagnation | 0,6       |
|                                                                                | Parti communiste d'Irlande       | James Stewart        | 342       | 0,0 %  | stagnation | 0      | stagnation | 0         |
|                                                                                | Indépendants                     | Indépendants         | 54 761    | 3,3 %  | 0,7        | 4      | 1          | 2,4       |
| Votes blancs et nuls                                                           | Votes blancs et nuls             | Votes blancs et nuls | 20 779    |        |            |        |            |           |
| Total                                                                          | Total                            | Total                | 1 677 592 | 100 %  |            | 166    | stagnation | 100       |
| Participation                                                                  | Participation                    | Participation        | 2 448 810 | 68,5 % |            |        |            |           |
| Un gouvernement de coalition Fianna Fáil - Démocrates progressistes est formé. |                                  |                      |           |        |            |        |            |           |

Dans les indépendants figurent les épouses de l'armée (6 966 suffrages), Fianna Fáil indépendant (6 961 suffrages, 1 siège) et candidats gay (517 suffrages). 

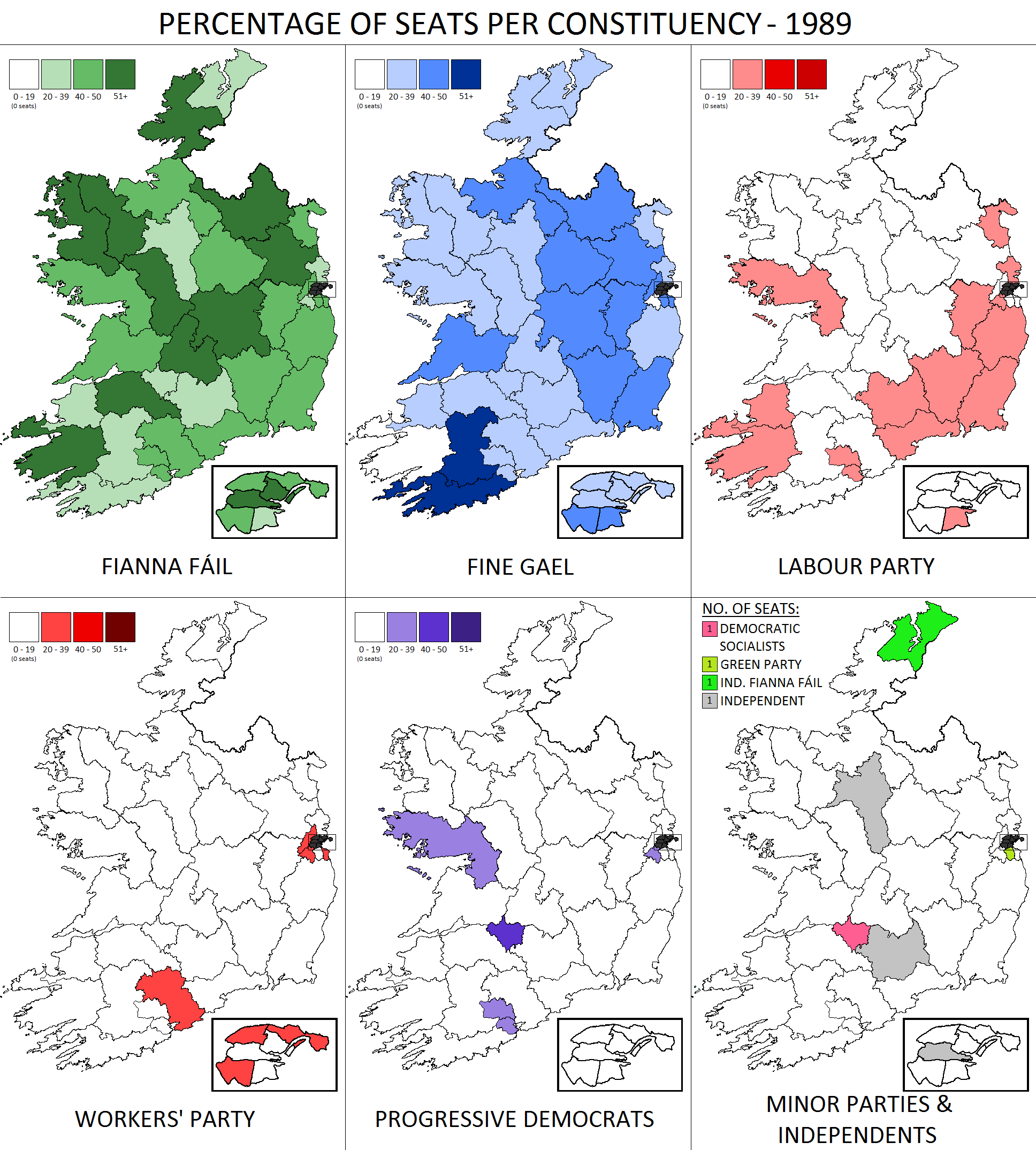
Résultats par circonscription